# Réserve indienne Coeur d'Alene
La réserve indienne Coeur d'Alene est localisée au nord-est de l'Idaho (États-Unis), dont elle recouvre une partie des comtés de Benewah et de Kootenai. Elle est le foyer de la nation des Cœur d'Alène. La réserve a une superficie de 1 356 km2 et sa population est de 6 921 habitants selon l'American Community Survey. Le plus gros village est Plummer, avec 990 habitants. Une partie de la commune de Saint Maries, avec 734 de ses 2652 habitants, se situe dans la réserve du côté sud-est.
Le territoire de la réserve commence à 20 km au sud de la ville de Coeur d'Alene. Il incorpore la moitié méridionale du lac Coeur d'Alene ainsi que le parc d'état Heyburn State Park.